# Elite da Tropa 2
Elite da Tropa 2 é um livro policial brasileiro escrito por Luiz Eduardo Soares, André Batista, Rodrigo Pimentel e Cláudio Ferraz. Foi publicado no dia 6 de novembro de 2010 pela editora Nova Fronteira – um dia após a pré-estreia do filme Tropa de Elite 2: O Inimigo Agora É Outro em Paulínia, interior de São Paulo –, apostando em uma estratégia de divulgação ao filme. É a continuação da obra Elite da Tropa, que foi publicada em 2006 pela Editora Objetiva. Ao contrário do primeiro livro, que narrava histórias de traficantes e policiais corruptos, o segundo foca no combate às milícias policiais, assim como Tropa de Elite 2.